# Мождана синовенска тромбоза код деце
Мождана синовенска тромбоза код деце (МСВТ) један облика зачепљења тромбом која се може јавити у свим узрасним групама и обухвата три типа тромбозе: тромбозу синуса (ТС), тромбозу дубоких церебралних вена (ТДЦВ) и тромбозу кортикалних вена (ТКВ). Тромбозе вена се могу јавити изоловано или, чешће, у комбинацији са тромбозом синуса. Како клиничка слика може бити различита, то може бити од значаја за касно постављање дијагнозе.

## Историја
Први опис тромбозе церебралних вена и синуса приписује се француском лекару Рибесу, који је 1825. приметио тромбозу сагиталног синуса и можданих вена код пацијента који је имао нападе и делиријум.
Током 1940-их, на основу извештаја др Чарлса Сајмондса и других почела је да се користи клиничка дијагноза церебралне венске тромбозе, на основу карактеристичних знакове и симптоме и резултате лумбалне пункције.
Побољшања у дијагностици тромбозе церебралних венских синуса направљена су увођењем венографије 1951. године, која је такође помогла у разликовању МСВТ од идиопатске интракранијалне хипертензије, која има сличне знакове и симптоме у многим случајевима. 
Британски гинеколог Стансфилд је заслужан за то што је 1942. године, увео антикоагулантхепарин  у третман МСВТ 1942. године. Коначно клиничка испитивања из 1990-их су решила забринутост око употребе антикоагуланса у већини случајева МСВТ. 

## Епидемиологија
Мождана синовенска тромбоза чини значајан узрок цереброваскуларне болести код деце, са инциденцијом, укључујући и новорођенчад, која износи око 7 случајева на милион живорођене деце.

## Етилогија
Етилогија и фактори ризика за настанак мождане синовенске тромбоза зависе од узраста болесника, тако да се разликују у неонаталном добу, одојачком и у каснијем узрасту.

### Класификација
Церебралне синовенске тромбозе се деле на три типа, у зависности од структуре која је захваћена. Међусобно се разликују према клиничкој и радиолошкој презентацији, као и према прогнози.
| Класификација можданих синовенских томбоза | Класификација можданих синовенских томбоза | Класификација можданих синовенских томбоза |
| Тип                                        | Акроним                                    | Карактеристике |
| ------------------------------------------ | ------------------------------------------ | --- |
| Тромбоза синуса.                           | ТС                                         | Настаје услед тромботичке оклузије дуралних синуса, најчешће супериорног сагиталног и трансверзалног синуса. |
| Тромбоза дубоких церебралних вена.         | ТДЦВ                                       | Настаје услед оклузије дубоких вена као што су: унутрашње церебралне вене, вена Галена и базалне вене и њихове гране. Износе око 10% свих можданих синовенских тромбоза. Ретко се јавља изоловано, већ углавном удружено са тромбозом синуса. |
| Тромбозе кортикалних вена.                 | ТКВ                                        | Јавља се ретко изоловано и углавном су удружене са тромбозом сагиталног или других синуса. Најчешће су захваћене фронталне и паријеталне кортикалне вене.                                                                                     |

## Фактори ризика
Код више од 40% болесника са можданом синовенском тромбоза открива се један или више фактора ризика, док се код 15-20% не открива ниједан фактор ризика.
| Фактори ризика за настанак можданих синовенских тромбоза према узрасту детета | Фактори ризика за настанак можданих синовенских тромбоза према узрасту детета | Фактори ризика за настанак можданих синовенских тромбоза према узрасту детета                                                                                |
| Новорођенче | Одојче и мало дете | Адолесценти |
| --- | --- | --- |
| - Дехидрација - Инфекција ЦНС, - Траума, - Инфекције и гестациони дијабетес мајке - Хипоксично-исхемијска енцефалопатија - Превремено прснуће плодових овојака - Протромботички поремећаји | - Дехидрација - Инфекције ЦНС, - Инфекције главе и врата - Сидеропенијска анемија - Протромботички поремећаји. - Системске болести: - системски еритемски лупус, - малигнитет, - хроничне бубрежне болести. | - Дехидрација - Инфекције ЦНС, - Инфекције главе и врата, - Сидеропенијска анемија, - Протромботички поремећаји, - Системске болести, - Орални котрацептиви. |

## Клиничка слика
Клиничка слика мождане синовенске тромбозе код деце зависи од локализације и обима тромбозе, а карактерише се субакутним клиничким током, и следећим најчешћим симптомима:
- јака главобоља која се јавља код око 75-90% оболелих и најчешће је удружена са симптомима и знацима повећаног интракранијалног притиска,
- повраћање, мучнина,
- поремећаји вида и едем папиле очног живца,
- узнемиреност,
- сомноленција,
- фокални неуролошки испади,
- парализа кранијалних нерава
- епилептичким напади, који су у најранијем узрасту доминантан знак,[41]
- иритабилност,
- хипотонија.[42]

Клиничка слика тромбоза дубоких церебралних вена (акроним ТДЦВ) је варијабилна и најчешће обухвата главобољу (80%) и поремећај стања свести (70%).
Код тромбозе кортикалних вена (акроним ТКВ) јављају се неуролошки поремећаји у виду фокалних и генерализованих епилептичких напада, хемипарезе, афазије, хемианопсије и фокалних испада, а ређе се региструју знаци повећаног интракранијалног притиска. Иако је ниво Д-димера нормалан код 25% болесника са можданон синовенском тромбоза, он има високу негативну предиктивну вредност за синовенске тромбозе. Лажно негативан резултат може бити услед релативно малог волумена тромба, нарочито код болесника са тромбозом дубоких церебралних вена.

## Дијагноза
Како мождана синовенска тромбоза често представља хеморагични инфаркт у областима атипичним за артеријску васкуларну дистрибуцију, магнетна резонантна венографија (акроним МРВ) заједно са конвенционалном магнетном резонантном томографијом (акроним МРИ) може тачно дијагностиковати церебралну венсну тромбозу. Уз пажљиву интерпретацију резултат снимања и висок степен клиничке сумње, компјутеризована томографија (акроним ЦТ) такође може довести до правилне дијагнозе.
Према подацима Европске организације за мождани удар, компјутеризована томографска венографија (акроним CTV), магнетна резонантна венографија (MRV) и дигитална субтракциона ангиографија имају сличну тачности у дијагнози мождане синовенске тромбозе. Искуство је показало да предност треба дати компјутеризованој томографској венографија јер се ради о брзом снимање слике и чињеници да није контраиндицикована код пацијената са пејсмејкером и феромагнетским уређајем. Предности МРИ / МРВ-а укључују могућност показивања самог тромба и већу осетљивост у откривању паренхимских лезија.

## Диференцијална дијагноза
Диференцијално дијагностички треба имати у виду следеће болести:
| - Парализа шестог кранијалног живаца) - Крвне дискразије и мождани удар - Кавернозни синдроми синуса - Цитомегаловирусни енцефалитис код ХИВ-а - Повреда главе - Интракранијални епидурални апсцес | - Неуросаркоидоза - Епилептички педијатријски статус - Псеудотумор мозга - Стафилококни менингитис - Субдурална емпиема - Системски еритематозни лупус |

Отежавајућа околност у промптном постављању дијагнозе је субакутни ток болести, нарочито ако је удружен са нормалним Д димерима.

## Терапија
Терапија мождане синовенске тромбозе је слична као код пацијената са артеријским можданим ударом.
Специфична терапија
Специфична терапија за мождану синовенску тромбозу укључује антикоагулацијску или тромболитичку терапију. Међутим, употреба антикоагулације у можданој синовенској тромбози није најбоље прихваћена од неуролога, због изражена забринутост од могућег пораста хеморагија код пацијената лечених на овај начин. Међутим постојећи подаци подржавају употребу системске антикоагулације као почетне терапије код свих пацијената, чак и у присуству интракранијалног крварења.
Терапија фронталног синузитиса
Фронтални синузитис треба агресивно лечити пре него што доведе до субдуралног емпиеме или цереброваскуларне тромбозе.
Терапија менталног статуса или хемиплегија
Пацијентима са измењеним менталним статусом или хемиплегијом не треба давати ништа оралним путем како би се избегла аспирација. Интравенски примењене инфузије не би требало да буду хипотонични раствори. Препоручује се уобичајена физиолошки раствор са брзином давања од око 1.000 мл за 24 сата.
Да би се смањио интракранијални притисак, пацијентова глава би требало да буде увек подигнута за 30-40°.
У лечењу болесника са можданим ударом, није доказано да је додатни кисеоник користан ако пацијентов ниво свести није смањен.
Хируршка терапија
У случајевима озбиљног неуролошког погоршања, отворена тромбектомија и локална тромболитичка терапија описани су као корисни начини терапије.
Хернијација која се може приписати једнострано масовном дејство и појава смрти због церебралне венске тромбозе, изазвана је великим паренхимским лезијама. Декомпресивна хирургија је код ових хернијација „метода спаса” и најчешће резултује добрим функционалним исходом, чак и код пацијената са тешким клиничким стањима.

## Прогноза
Уколико се мождана синовенска тромбоза код деце дијагностикује и лечи правовремено и адекватно, прогноза је добра и опоравак је потпун код 80% оболеле деце.

## Галерија
- Магнетном резонанцом начињени снимци код болесника са МСВТ

- Компјутеризованом томографијом начињени снимци код болесника са МСВТ